# Nana Ama Dokua Asiamah Adjei
Oheneba Nana Ama Dokua Asiamah-Adjei (née le 24 juillet 1982) est une femme politique ghanéenne et députée de la circonscription d'Akropong dans la région de l'Est du pays.
Elle est membre du Nouveau Parti Patriotique et est actuellement vice-ministre du Commerce et de l’Industrie du Ghana. Elle occupait auparavant vice-ministre de l'Information,,,.

## Biographie

### Jeunesse et éducation
Adjei est née le 24 juillet 1982 de Nana Osae Nyampong IV et de Aforo Asiamah-Adjei à Akropong dans la région Orientale du Ghana. Elle fait ses études primaires et secondaires respectivement à l'Académie Alsyd et au lycée St Roses. Elle est titulaire d'une licence en psychologie obtenue à l'Université du Ghana et d'une maîtrise en logistique et chaîne d'approvisionnement de l'Université Exter au Royaume-Uni ,,. Elle obtient également une maîtrise en paix et sécurité au Centre international Kofi Annan de formation au maintien de la paix (KAIPTC).

### Carrière
De 2007 à 2016, elle occupe la fonction de directrice générale de Bekleen Limited et également de Pongas Limited.

## Politique
Adjei est membre du Nouveau Parti Patriotique. Elle est actuellement députée de la circonscription d'Akropong dans la région orientale du Ghana,.

### Élections de 2016
Lors des élections présidentielles ghanéennes de 2016, elle a remporté le siège parlementaire de la circonscription d'Akropong/Akuapem Nord avec 26 655 voix, représentant 62,3 % des suffrages exprimés. Son concurrent du Congrès national démocratique(Ghana), Yaw Appiah-Kubi, a obtenu 6 949 voix, soit 16,8 % des suffrages. Un candidat indépendant, Asiedu Ofei, a recueilli 9 092 voix, équivalant à 21,2 % des suffrages, tandis que Gifty Mercy Anakwa, candidate du Parti de la Convention du Peuple, n'a reçu que 102 voix, soit 0,2 % des suffrages exprimés.

### Élections de 2020
Lors des élections présidentielles ghanéennes de 2020, elle remporte de nouveau le siège parlementaire de la circonscription d'Akropong/Akuapem Nord avec 26 646 voix, soit 55,3 % des suffrages exprimés. Son concurrent du NDC, Justice Kotey Amasah, obtient 10 505 voix, représentant 21,8 % des suffrages. Un autre candidat indépendant, Adjei Twumasi William Kwabena, réussi à recueillir 10 444 voix, soit 21,7 % des suffrages. Le candidat du PNC, Desmond Twumasi Ntow, récolte 421 voix, équivalant à 0,9 %, tandis que Gifty Mercy Anakwa, candidate du CPP, obtient 146 voix, soit 0,3 % des suffrages exprimés.

### Comité
Adjei est membre du Comité de la Défense et de l'Intérieur.

## Vie privée
Adjei est mariée à Charles Cromwell Nanabanyin Bissue et ils ont un fils et deux filles,. Elle s'identifie comme étant de la religion chrétienne,.

## Philanthropie
En novembre 2021, elle offre des ordinateurs et des accessoires à l'école méthodiste Mangoase dans la circonscription d'Akuapim Nord .
En mai 2022, Adjei fait don d'un montant de 30 000 Cédi pour la construction du palais principal d'Adawso. En juillet 2022, elle contribue à la rénovation de la clinique Akropong Daakye.